# Xanthostemon myrtifolius
Xanthostemon myrtifolius là một loài thực vật có hoa trong Họ Đào kim nương. Loài này được (Brongn. & Gris) Pamp. ex Pampal. miêu tả khoa học đầu tiên năm 1906.